# Оклопљени крокодил (врста)
Оклопљени крокодил (Crocodylus cataphractus) је врста гмизавца из реда крокодила (Crocodylia).

## Распрострањење
Ареал оклопљеног крокодила обухвата већи број држава. 
Врста има станиште у ДР Конгу, Републици Конго, Мауританији, Малију, Нигерији, Камеруну, Замбији, Анголи, Танзанији, Бенину, Буркини Фасо, Централноафричкој Републици, Чаду, Обали Слоноваче, Екваторијалној Гвинеји, Габону, Гани, Гвинеји, Либерији, Сијера Леонеу и Тогу. Врста је можда изумрла у Гамбији, Гвинеји Бисао и Сенегалу.

## Станиште
Станишта врсте су језера и језерски екосистеми, речни екосистеми и слатководна подручја.

## Угроженост
Подаци о распрострањености ове врсте су недовољни.